# Нильсен, Лене
Ле́не Ни́льсен (дат. Lene Nielsen; род. 31 августа 1986, Видовре, Копенгаген) — датская кёрлингистка, участница зимних Олимпийских игр 2006 и 2014 годов. Дважды выигрывала бронзу чемпионатов Европы (2005, 2007) в составе национальной сборной.
В 2014 году была выбрана в качестве знаменосца сборной Дании на церемонии открытия Олимпийских игр 2014 года в Сочи.
Играет на позиции четвёртого. Скип своей команды.

## Достижения
- Чемпионат Европы по кёрлингу: бронза (2005, 2007).
- Чемпионат Дании по кёрлингу среди женщин: золото (2004, 2011, 2013, 2016, 2017), серебро (2005, 2007, 2008, 2009, 2010, 2014), бронза (2006)[3].
- Чемпионат мира по кёрлингу среди юниоров: бронза (2006).
- Чемпионат Дании по кёрлингу среди юниоров: золото (2003, 2004, 2005, 2006), серебро (2001).[3]
- Чемпионат Дании по кёрлингу среди смешанных команд (англ. mixed curling): серебро (2005), бронза (2006).[3]

- Команда всех звёзд (англ. All-Star Team) чемпионата мира среди юниоров: 2004.

## Команды
| Сезон   | Четвёртый    | Третий          | Второй                                     | Первый              | Запасной                                     | Тренер                                                  | Турниры                                                |
| ------- | ------------ | --------------- | ------------------------------------------ | ------------------- | -------------------------------------------- | ------------------------------------------------------- | ------------------------------------------------------ |
| 2003—04 | Мадлен Дюпон | Дениз Дюпон     | Хелле Симонсен                             | Мария Поульсен      | Лене Нильсен                                 | Ким Дюпон                                               | ЧМЮ-Б 2004 · ЧМЮ 2004 (6 место) · ЧМ 2004 (8 место)    |
| 2004—05 | Мадлен Дюпон | Дениз Дюпон     | Хелле Симонсен (ЧЕ) Лене Нильсен (ЧМЮ, ЧМ) | Мария Поульсен      | Лене Нильсен (ЧЕ) Хелле Симонсен (ЧМЮ, ЧМ)   |                                                         | ЧЕ 2004 (8 место) ЧМЮ 2005 (4 место) ЧМ 2005 (9 место) |
| 2005—06 | Дорте Хольм  | Дениз Дюпон     | Лене Нильсен                               | Малене Краусе       | Мария Поульсен                               | Герт Ларсен (ЧЕ), Лассе Лаурсен (ЗОИ), Авияя Лунд Ярунд | ЧЕ 2005 · ЗОИ 2006 (9 место)                           |
| 2005—06 | Лене Нильсен | Хелле Симонсен  | Camilla Jørgensen                          | Мария Поульсен      | Янне Эллегорд                                | Ларс Виландт                                            | ЧМЮ 2006                                               |
| 2006—07 | Лене Нильсен | Хелле Симонсен  | Camilla Jørgensen                          | Мария Поульсен      |                                              |                                                         |                                                        |
| 2007—08 | Лене Нильсен | Хелле Симонсен  | Camilla Jørgensen                          | Мария Поульсен      | Янне Эллегорд                                | Лассе Лаурсен                                           | ЧЕ 2007                                                |
| 2009—10 | Лене Нильсен | Хелле Симонсен  | Янне Эллегорд                              | Мария Поульсен      |                                              |                                                         |                                                        |
| 2010—11 | Лене Нильсен | Хелле Симонсен  | Янне Эллегорд                              | Мария Поульсен      | Natacha Glenström (ЧЕ) Метте де Неергор (ЧМ) | Лассе Лаурсен                                           | ЧЕ 2010 (5 место) ЧМ 2011 (4 место)                    |
| 2011—12 | Лене Нильсен | Хелле Симонсен  | Янне Эллегорд                              | Мария Поульсен      | Метте де Неергор                             |                                                         | ЧЕ 2011 (4 место) ЧМ 2012 (7 место)                    |
| 2012—13 | Лене Нильсен | Хелле Симонсен  | Янне Эллегорд                              | Мария Поульсен      | Ане Хансен (ЧЕ) Метте де Неергор (ЧМ)        |                                                         | ЧЕ 2012 (4 место) · ЧДЖ 2013 · ЧМ 2013 (8 место)       |
| 2013—14 | Лене Нильсен | Хелле Симонсен  | Янне Эллегорд                              | Мария Поульсен      | Метте де Неергор                             |                                                         | ЧЕ 2013 (4 место) · ЧДЖ 2014 · ЗОИ 2014 (6 место)      |
| 2014—15 | Лене Нильсен | Янне Эллегорд   | Стефани Рисдаль                            | Шарлотта Клемменсен | Изабелла Клемменсен                          |                                                         | ЧЕ 2014 (4 место) ЧМ 2015 (8 место)                    |
| 2015—16 | Лене Нильсен | Хелле Симонсен  | Стефани Рисдаль                            | Шарлотта Клемменсен | Изабелла Клемменсен                          | Ульрик Шмидт                                            | ЧЕ 2015 (4 место)                                      |
| 2015—16 | Лене Нильсен | Стефани Рисдаль | Шарлотта Клемменсен                        | Изабелла Клемменсен | Мадлен Дюпон (ЧМ)                            | Ульрик Шмидт                                            | ЧДЖ 2016 · ЧМ 2016 (8 место)                           |
| 2016—17 | Лене Нильсен | Мадлен Дюпон    | Стефани Рисдаль                            | Шарлотта Клемменсен | Дениз Дюпон                                  | Ульрик Шмидт                                            | ЧЕ 2016 (5 место) · ЧДЖ 2017 · ЧМ 2017 (12 место)      |

(скипы выделены полужирным шрифтом)

## Частная жизнь
Начала заниматься кёрлингом в 1998, в возрасте 12 лет.